# Чујска област
Чујска област (кирг. Чүй облусу) једна је од седам административних јединица (области) Киргистана. Налази се у северном делу државе на граници са Казахстаном.